# GG Allin
Kevin Michael "GG" Allin (29. august 1956 – 28. juni 1993), døbt Jesus Christ Allin, var en amerikansk punk rock-musiker og sangskriver, der gennem sin karriere optrådte og indspillede musik med en lang række forskellige bands.
GG Allin er bedst kendt for sine ekstreme liveoptrædener, under hvilke han blandt andet optrådte nøgen, masturberede, urinerede og defækerede på scenen, smurte sig ind i sine egne fækalier, som han ved flere lejligheder også spiste og kastede mod sit publikum, hvilket han ofte angreb fysisk og kom i håndgemæng med. Desuden påførte Allin også sig selv skader under sine optrædener, blandt andet skar han sig med glasskår, slog sit hoved til blods og brændte sig selv med cigaretter. Allin er mest berygtet for sine koncerter, men indspillede også en omfattende mængde musik. Allins repertoire begrænsede sig ikke til punkrock, men spændte også over musikgenrer som country, spoken word (en kunstform, hvor sangtekster og digte udtales i stedet for at blive sunget, ofte akkompagneret af musik) og Rolling Stones-inspireret rock. Udover at blive påskønnet af en mindre kult-fanskare havde Allin ikke megen kommerciel succes. Hans udgivelser bærer præg af et generelt ringe produktionsniveau og fik for det meste dårlige anmeldelser. 

## Biografi

### Barndom
GG Allin blev født på Weeks Memorial Hospital, i byen Lancaster, New Hampshire. Hans fødenavn var Jesus Christ Allin. Moderen, Arleta Gunther, der på det tidspunk var 21 år gammel, havde af Allins fader, den da 32-årige Merle Allin Sr., fået at vide, at en engel have besøgt ham og åbenbaret, at hans søn ville blive en stor mand i lighed med den bibelske Messias, og således fik Allin sit frelsernavn. Som lille dreng havde broderen Merle Allin, Jr. problemer med at udtale navnet "Jesus" rigtigt, og blev ved med at sige "Jeje", som med tiden blev til "GG". Familien levede i en bjælkehytte uden rindende vand og elektricitet. Faderen, der var mentalt ustabil, forbød al samtale i hjemmet efter mørkets frembrud og optrådte voldeligt og seksuelt krænkende overfor de andre familiemedlemmer, men Allin brugte aldrig faderens opførsel som undskyldning for sine egne udskejelser.
Den 2. marts 1962, kort før Allin påbegyndte sin skolegang, ændrede moderen hans navn til Kevin Michael Allin. Hun havde indtil da affundet sig med navnet, men efterhånden som hendes mand optrådte mere og mere ustabilt, besluttede hun at give sit barn en chance for en normal barndom, fri for drillerier.
Allerede tidligt i sin skolegang blev Allin betragtet som utilpasset. Han modtog specialundervisning og gik et år om. Han gjorde oprør ved blandt andet at møde op til undervisning klædt i drag (hans klassebillede fra 11. klasse viser ham iklædt en kjole). Udspurgt om sin barndom er Allin citeret for følgende: "Meget kaotisk. Fuld af risici og kaos. Vi solgte stoffer, stjal, brød ind i huse, biler etc. Gjorde for det meste hvad vi ville – inklusive alle de bands vi spillede i. Folk hadede os selv dengang."

### Tidlig karriere
Nogle af Allins tidligste indspilninger var som trommeslager. Selv tidligt havde han flair for provokerende opførsel, og under en koncert til en skolefest rev han alle dekorationerne ned – til publikums begejstring. En anden tidlig koncert satte optøjer i gang. Han skrev to sange med bandet Malpractise i 1977 og spillede trommer på singlen Galileo/Jesus Over New York for bandet Stripsearch i 1981. 
Hans første år som forsanger var med bandet The Jabbers (1977 – april 1984). The Jabbers indspillede en række numre med Allin som trommeslager og forsanger. I 1980 udkom Always Was, Is and Always Shall Be. På dette tidspunkt var GG Allin en typisk punkrock-forsanger i stil med Iggy Pop og Stiv Bators, og hans musik var et ørefængende og endda dansabelt mix af power pop og hardcore punk. På et tidspunkt var Genya Ravan (rock-veteran og producer for Dead Boys) hans manager. Der opstod spændinger i The Jabbers efterhånden som Allin blev tiltagende mere ukontrolleret, ondskabsfuld og kompromisløs. Bandet gik i opløsning og deres veje skiltes. Omkring dette tidspunkt indledte Allin sit stofmisbrug. 
Fra starten og til midt i 1980'erne var GG Allin forsanger for flere forskellige bands. Han udgav blandt andet albums med The Cedar Street Sluts og The Scumfucs i 1982 og The Texas Nazis i 1985, men han fik ikke noget gennembrud og var endnu ikke blevet et ikon i østkystens punk-undergrundsmiljø. Den 13. marts 1986 fik Allin et barn med Tracy Deneault, en teenagepige som han mødte efter at være blevet skilt fra sin barndomskæreste, modellen Sandra Farrow. Der foreligger ikke mange oplysninger om hans datter, som fik navnet Nicoann Deneault. Efter skilsmissen trak Allin sig tilbage til en hytte i New Hampshire, hvor han skrev hvad han betragtede som sit første "mesterværk" Eat My Fuc.
Selvom hans berømmelse stadig var marginal, blev han mere kendt efter udgivelsen af Hated In The Nation, som udkom på Reachout International Records (ROIR) i 1987. Albummet udkom kun på kassettebånd og indeholdte flere numre fra Allins bagkatalog med The Jabbers, The Scumfucs og Cedar Street Sluts. Desuden indeholdte udgivelsen flere nye numre, studie såvel som live-optagelser, optaget med et all-star band, sammensat af Maximum RocknRoll-skribenten og tidlige GG Allin-støtte, Mykel Board. Med i bandet var J Masics fra Dinosaur Jr. (lead guitar) og produceren/musikeren Mark Kramer fra Bongwater som bassist.

### Mellemårene
Fra midten til sent i 80'erne brugte GG Allin heroin, var alkoholiker og storryger og misbrugte generelt alle rusmidler han kunne. Han var dårligt soigneret og gik sjældent i bad. På dette tidspunkt begyndte han at tage afføringsmidler inden han optrådte, idet defækation var blevet en rutinemæssig del af hans optræden. I en hyldest til en af sine inspirationskilder, Nina Simone, beskrev Allin sig selv som "den sidste sande rock 'n' roller" og "en kæmpe fan af blues". Allin mente, at rock and roll musik i sin oprindelige form var anti-autoritær og en legemliggørelse af fare og oprør, men siden hen var blevet overtaget af store selskaber og forretningsinteresser. Allins musik og optræden var ment som et forsøg på at tilbageerobre rock 'n' roll fra det kommercielle system og føre den tilbage til sine rødder. 
GG Allin dyrkede den legendariske countrystjerne Hank Williams, Sr. som idol og så sig selv som hans beslægtede ånd. Begge var de enspændere og outsidere, begge havde de for vane at bruge rusmidler, begge levede de med få ejendele og begge rejste de utrætteligt landet tyndt. Allins akustiske udgivelser, i særdeleshed EP'en The Troubled Troubadur, var stærkt inspireret af Williams. Allin omskrev og indspillede versioner af Williams' Family Tradition og David Allen Coe's Longhaired Redneck og kaldte dem henholdsvis Scumfuc Tradition og Outlaw Scumfuc. Senere indspillede han country-albummet Carnival Of Excess. 
I denne periode samarbejdede Allin med gruppen Bulge (også kendt som Psycho, et hardcore punkband fra Boston) på albummet Freaks, Faggots, Drunks and Junkies, The Aids Brigade (på den berygtede EP Expose Yourself To Kids) og The Holymen (You Give Love A Bad Name, GG's 3. studiealbum). Han begyndte også at optræde med mange spoken word-numre. Optagelser af hans spoken work-optrædener er i omløb. men sjældne. I denne periode indspillede han albummet Murder Junkies med bandet ANTiSEEN. Albummet udkom på New Rose Records og indeholdt 10 musiknumre og 10 spoken word-numre. Udover Freaks, Faggots, Drunks and Junkies så Allin dette som sit bedste, professionelt indspillede album, der udtrykte hans persona og livsfilosofi. Han indspillede desuden albummet War In My Head, udgivet på Awareness Records, sammen med bandet Shrinkwrap. Albummet består af et 45 minutter langt nummer, som er en collage af spoken word numre, ledsaget af Shrinkwrap's musik. 
Idet GG Allin ikke var villig til at få et fast arbejde, overlevede han ved at sælge sine egne plader på gaden. Han hævdede også at have begået kriminelle handlinger såsom indbrud og røverier. Han var fascineret af seriemordere og korresponderede med John Wayne Gacy, som han ved flere lejligheder aflagde besøg i fængslet. Gacy malede at portræt af Allin. 
Allins sceneoptrædener var på dette tidspunkt blevet så voldsomme, at han sjældent nåede at fremføre mere end et par få sange før enten politiet eller ejerne af spillestederne stoppede koncerterne. Under hans koncerter blev udstyr og inventar i spillestederne ofte ødelagt. I forbindelse med sine koncerter blev han ofte anholdt og han blev dømt og afsonede mindre domme for blandt andet vold, blufærdighedskrænkelse og legemsbeskadigelse. I disse år var han konstant på koncertturne, medmindre han afsonede fængselsdomme eller var indlagt på diverse hospitaler, hvor han blev behandlet for de skader han pådrog sig under sine koncerter, såsom blodforgiftning og knoglebrud. 
GG Allins publikum blev blandt andet tiltrukket af hans gentagne trusler om at begå selvmord på scenen. I 1988 skrev han til bladet Maximum RocknRoll og erklærede, at han ville begå selvmord under en optræden på Allehelgensaften 1989. Da tiden kom var han imidlertid i fængsel. Han gentog hvert år sin trussel, men var hver gang i fængsel. Adspurgt om hvorfor han ikke fulgte op på sine trusler om selvmord svarede Allin: "Med GG får du ikke hvad du forventer – du får hvad du fortjener". Han hævdede desuden, at man kun burde begå selvmord, når man havde nået sit livs højdepunkt, så man kunne møde efterlivet når man var stærkest.
I mellemtiden var Allin blevet mere og mere berygtet, hvilket ledte til gæsteoptrædener I TV-shows som Morton Downey, Jr., Geraldo, The Jerry Springer Show og The Jane Whitney Show.

### Retssag
Sent i 1989 blev GG Allin anholdt og sigtet for voldtægt og mishandling af en kvindelig bekendt i Ann Arbor, Michigan. 
Som en del af retssagen blev han mentalundersøgt, og det blev konkluderet, at hans intelligens var over gennemsnittet. Han blev beskrevet som høflig, samarbejdsvillig og oprigtig. Psykiateren nævnte, at Allin ikke fremstod som psykotisk og lod til at være tilfreds med sin uortodoxe livsstil. Det blev dog også bemærket, at han udviste symptomer på borderline-personlighedsforstyrrelse, masochisme og narcissisme. 
Til at begynde med bedyrede GG Allin, at han var uden skyld i anklagerne mod ham og hævdede, at kvinden frivilligt havde deltaget i de seksuelle handlinger og først senere ændrede sin opfattelse af hændelsesforløbet. Han hævdede også, at kvindens udtalelser var usammenhængende, hvilket dommeren i sagen gav ham ret i hvad angik betragtelige dele af hendes udtalelser. Til sidst indgik Allin juridisk forlig og kendte sig skyldig i overfald.
Han afsonede sin straf i Jackson State Prison fra den 22. december 1989 til 26. marts 1991. Under afsoningen skrev han sit personlige manifest, The GG Allin Manifesto, og følte, at han blev mere afklaret omkring sit liv og sin "mission", som han udtrykte det. 
I årene efter sin løsladelse og op til sin død i 1993 turnerede han flittigt og indspillede musik med blandt andre Dee Dee Ramone. Han blev anholdt adskillige gange og afsonede flere kortere domme, blandt andet blev han sendt tilbage til Jackson State Prison for at afsone en mindre dom. Ifølge Todd Phillips, instruktøren af GG Allin dokumentarfilmen Hated, blev Allin i løbet af sin musikalske karriere anholdt ikke færre end 52 gange.

### Død
Trods sine gentagne trusler om at begå selvmord på scenen, døde GG Allin af en overdosis heroin i New York d. 28. Juni, 1993, i en lejlighed på Manhattan. Han blev 36 år. Hans sidste koncert foregik på et lille spillested ved navn The Gas Station, en nedlagt og ombygget benzinstation, i New York City. Videooptagelser af lydprøverne, koncerten og de efterfølgende hændelser er inkluderet på DVD-udgivelsen af Hated. Under koncerten angreb Allin flere tilskuere med sin mikrofon som slagvåben og slog blandt andet en fotograf bevidstløs. En lydtekniker forsøgte da at stoppe koncerten ved at afbryde strømmen til scenen. Allin gik efterfølgende amok, væltede rundt blandt publikum og kastede sig selv gennem et parti glasdøre. Der opstod tumult og publikum og udsmiderne angreb hinanden. Han forlod derefter spillestedet og gik nøgen rundt i gaderne, ledsaget af en gruppe fans. Der blev tilkaldt politi, men Allin undslap netop som de ankom ved at praje en taxa sammen med sin kæreste, Liz Mankowski. Efter ankomsten til sin ven John Handley Hurts lejlighed, indtog Allin en større mængde heroin og sank senere om på gulvet. De tilstedeværende besluttede at lade ham sove rusen ud, men næste morgen lå han stadig livløs på gulvet. En ambulance blev tilkaldt, men Allin blev erklæret død på stedet.
Til begravelsen blev GG Allins opsvulmede, misfarvede lig anbragt i en åben kiste, iført hans læderjakke og velkendte jockstrap. Ved siden af ham i kisten var der anbragt en flaske Jim Beam whisky. Det var i overensstemmelse med Allins egne ønsker, udtrykt i hans akustiske country-ballade "When I die"). Som Allin havde ønsket det, blev bedemanden bedt om ikke at vaske liget (som lugtede stærkt af afføring) og om ikke at påføre liget sminke. Begravelsen udviklede sig til en vild fest, venner og fans poserede med liget, hvis mund de åbnede og anbragte narkotika i og hældte whisky i. Til sidst gav Merle Allin liget et sæt hovedtelefoner på og sluttede dem til en transportabel kassetteafspiller, som afspillede en kopi af The Suicide Sessions. Videooptagelser fra begravelsen er inkluderet som ekstramateriale på DVD-udgivelsen af Hated og findes også på visse VHS-piratudgivelser.
GG Allin blev begravet 3. juli 1993 på Saint Rose kirkegården i Littleton, New Hampshire

## Band
- Malpractice
- Little Sister's Date
- The Jabbers
- The Cedar Street Sluts
- The Scumfucs
- Bulge
- Antiseen
- The Murder Junkies
- The Criminal Quartet
- The AIDS Brigade
- The Disappointments
- The Holymen
- The Fuckin Shitbiscuits
- The Texas Nazis
- The Toilet Rockers
- The Sewer Scum
- The NYC Sheiks
- The Drug Whores
- Afterbirth
- The Southern Baptists
- Shrinkwrap
- The Primates
- The Swankfucks
- His Illegitimate Kids
- Bloody Mess & The Skabs
- The New York Superscum
- David Peel
- MotorCity Badboys